# Amber Volakis
La Dra. Amber Volakis, médico internista y radióloga es un personaje de ficción de la serie de televisión House M. D. interpretado por la actriz Anne Dudek.

## Casting en la serie
Al final de la tercera temporada, House ve cómo todo su equipo renuncia al puesto que tienen en el departamento de diagnóstico del ficticio Hospital Universitario Princeton-Plainsboro de Nueva Jersey. Por tal motivo organiza un casting con treinta doctores interesados en obtener uno de los cuatro puestos ofertados. Durante el desarrollo de la cuarta temporada se verá como House va eliminando a través de diferentes pruebas a algunos de los postulantes.
La Dra. Amber Volakis pelea por el puesto y pronto obtiene varios apodos por su forma de ser, implacable y manipuladora. Algunos de los apodos que House le da son: «zorra implacable», «perra despiadada» o «bruja maldita» (en la versión original es cutthroat bitch que se traduce como «perra cortagargantas»).
Su primera acción es cuando convence a un grupo de candidatos para renunciar. Frecuentemente coacciona al Dr. Chase y a la Dra. Cameron para obtener ayuda y resolver los enigmas que House les propone. Sus métodos son poco ortodoxos (muy cercanos a como trabaja House normalmente).
Mantiene una tensa relación con la Dra. Remy Hadley, desde el principio de la cuarta temporada a quien acosa por esconder su vida privada. En el capítulo "Guardian Angels", crea una estratagema para asustar a Remy. 
Finalmente, es despedida del equipo dado que House piensa que no puede aceptar el estar equivocada y que por lo mismo no acepta las reglas básicas que él establece para las personas que trabajen para él. A pesar de esto es uno de los personajes que más tiempo sobrevive al casting de House.

## Luego del casting
Aparece más adelante cuando House descubre que es la novia del Dr. Wilson, algo que este había tratado de ocultar a House. Durante varios episodios se observa la tensa relación que existe entre House y Amber, pues House no está dispuesto a dejar a su amigo y menos a compartirlo con una mujer. A pesar de esto, Wilson y Amber logran mantener su relación.

## Muerte
Después de que House se emborracha en un bar y dado que Wilson no puede atender una llamada al encontrarse de turno, ella acude a recoger a House al bar. Mientras están en camino a casa sufren un accidente de autobús, quedando ella severamente herida. Después de ser llevada al hospital Princeton-Plainsboro es tratada y queda estable, pero nadie sabe quién es ella, ya que su billetera e identificación se perdieron en el accidente, posteriormente su corazón empieza a fallar. House descubre que ella había estado administrándose Amantadina para tratarse una gripe, justo antes del accidente. Como sus riñones fueron dañados por el choque, su cuerpo no es capaz de filtrar la Amantadina debido a que esta se adhería a las proteínas, por lo que se envenena con esta medicina. Finalmente no hay nada que hacer por ella. Muere en brazos de Wilson.
Todo esto sucede al final de la cuarta temporada.

## Reapariciones
En capítulos posteriores ella regresa como una alucinación de House; como una manifestación de su sub-consciente. También aparece en el capítulo final de la serie «Everybody Dies» (Todo el mundo muere).

## Personalidad
La Dra. Amber Volakis tiene una personalidad frívola y manipuladora. Está dispuesta a hacer lo que sea con tal de lograr sus metas. Sus métodos son poco ortodoxos. No duda en manipular a las personas a su alrededor si esto le ayuda a llegar a su fin. Manipula a los doctores Cameron y Chase, a sus compañeros e incluso trata de manipular a House. No le importa pasar por sobre quien sea, por tal motivo se gana el apodo de «Cutthroat bitch» («zorra implacable» en el doblaje español y «bruja maldita» en la traducción a Hispanoamérica).

## Duración del personaje
De todos los doctores que se postulan para ocupar un puesto en el Departamento de Diagnóstico dirigido por el Dr. Gregory House ella es uno de los que tiene más apariciones durante la temporada, siendo incluso de los finalistas.